# M75 (гранатомет)
M75 (англ. M75 grenade launcher) — американський одноствольний 40-мм автоматичний гранатомет із механічним приводом і стрічковим живленням. M75 розроблявся як швидкострільний засіб вогневого ураження піхоти противника з борту вертольотів. Гранатомет веде вогонь 40-мм гранатометними гарматами із з'єднаної металевої гранатометної стрічки. Основними компонентами M75 є приводний двигун, барабанний кулачок, ствольна коробка, ствол і лоток для подачі. Зброя приводиться в дію двигуном постійного струму потужністю 5/8 кінських сил і напругою 28 вольт, і вона сконструйована таким чином, що всі фази циклу зброї позитивно контролюються барабанним кулачком. Кулачок барабана містить планетарну передачу, яка знижує високу швидкість двигуна до необхідної швидкості для гармати. Гранатомет надійшов наприкінці 1960-х років для бортового озброєння вертольотів і перебував на озброєнні Збройних сил США за часи війни у В'єтнамі.
Розробка M75 почалася наприкінці 1950-х років корпорацією Philco-Ford (пізніше в цей період називалася Ford Aerospace). У той час як 40-міліметрові низькошвидкісні гранати розроблялися для використання в піхотній зброї, M75 замислювався як авіаційна зброя для озброєння вертольотів американської армії, і мав використовувати більш швидкісні гранати для додаткової дальності ураження противника. Хоча для нього була розроблена авіаційна гарматна гондола під назвою XM13, набагато більшого використання як вертолітна зброя, головним чином під час війни у В'єтнамі. Найпомітнішими системами, до складу яких входив M75, були M5, що використовувалася на UH-1 Iroquois, і баштова система M28, встановлена на AH-1 Cobra. В останньому випадку зброю швидко замінили на вдосконалену пускову установку М129.